# 沢木祐子
澤木 祐子（さわき ゆうこ、1961年 - ）は、日本のスタイリスト。社団法人国際スタイリングカウンセラー協会を設立。

## 人物・来歴
スタイリストとしての初仕事は、ラフォーレ原宿のオープニング広告である。1980年以降はフリーランスとして活動している。広告全般のほか、ファッションショー・雑誌・テレビ・舞台・プロモーションビデオなどに出演する芸能人や文化人のスタイリングを手掛ける。
2002年には日本メンタルヘルス協会認定のカウンセラー資格を取得。

## 主な実績

### ミュージカル・舞台作品
- 2002年「ライアーガール」 - 小池栄子、森山未来、持田真紀ほか
- 2002年, 2005年「子供騙し」 - 緒形拳
- 2003年 - 明石家さんま、うじきつよし、秋本奈緒美ほか
- 2003年「陣内孝則の肖像」 - 陣内孝則、佐藤江梨子ほか
- 2004年「カトル」 - 有森也実、佐藤康恵ほか
- 2004年「ハレルヤ」 - 田中美里
- 2006年「SOLO」 - 山田まりや、田島令子ほか
- 2007年, 2009年「櫻の園」

### その他
以下のような芸能人の衣装などのスタイリングに従事。
- 早見優 - 30年間
- ラサール石井 - 25年間